# Шелтозерский район
Шелтозерский район — административно-территориальная единица в составе Карельской АССР и Карело-Финской ССР, существовавшая в 1927—1956 годах. Здесь же в 1994—2005 годы существовала Вепсская национальная волость. Центром района было село Шёлтозеро.
Шелтозерский район был образован в 1927 году в составе Карельской АССР на территории бывшей Шелтозеро-Бережной волости Петрозаводского уезда.
По данным на 1930 год Шелтозерский район включал 6 сельсоветов: Шокшинский, Шелтозерско-Бережной, Вехручейский, Матвеево-Сельгский, Горне-Шелтозерский и Рыборецкий. По данным на 1937 года к числу сельсоветов добавился Каскесручейский с/с.
По данным переписи 1939 года в Шелтозерском районе проживало 8135 чел., в том числе 67,6 % — вепсы, 23,3 % — русские, 5,1 % — финны, 2,2 % — карелы, 1,0 % — украинцы.
С 15 августа 1952 по 23 апреля 1953 года район входил в состав Петрозаводского округа.
30 января 1956 года Шелтозерский район был упразднён, а его территория в полном составе была передана в Прионежский район.